# Ekai Kawaguchi

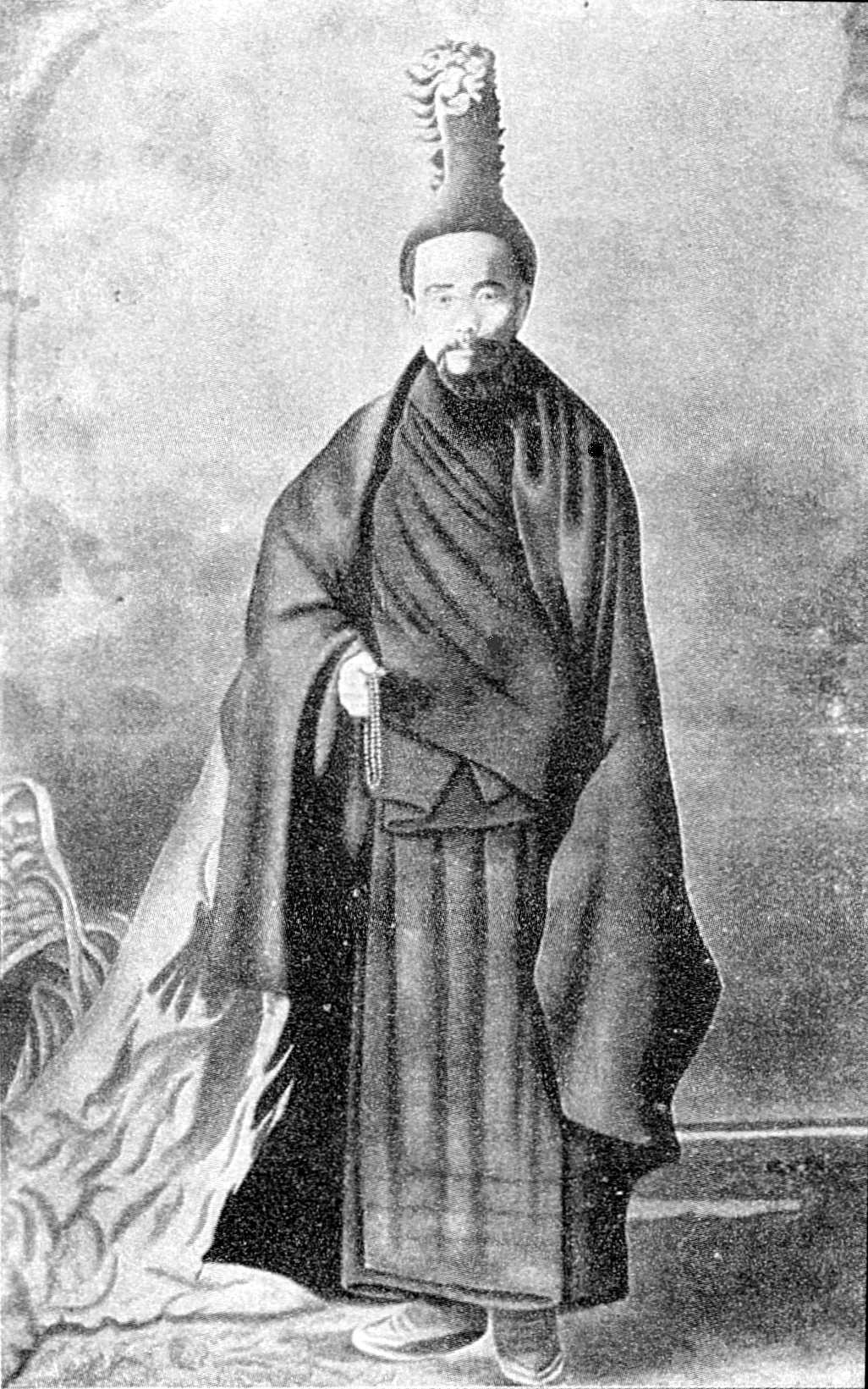
Kawaguchi en lama tibétain, Darjeeling.

Pour les articles homonymes, voir Kawaguchi (homonymie).
Ekai Kawaguchi (河口慧海) (26 février 1866 – 24 février 1945) est un moine bouddhiste japonais célèbre pour ses quatre voyages au Népal (en 1899, 1903, 1905 et 1913), et ses deux voyages au Tibet (4 juillet 1900 - 15 juin 1902, 1913-1915). Il est le premier Japonais à avoir séjourné dans ces deux pays,.

## Famille et jeunesse
Kawaguchi est né à Sakai (préfecture d'Osaka) en 1866. Il est le fils aîné d'un tonnelier.
Jusqu'en mars 1891, il est recteur du monastère Zen Gohyaku rakan (五百羅漢寺) à Tokyo (lequel contient 500 rakans – sculptures bouddhistes à l'image du disciple de Bouddha). Puis il passe trois ans en ermite à Kyoto, étudiant les textes bouddhistes chinois. Il décide alors d'étudier le tibétain et de voyager au Tibet.

## Voyages et séjours

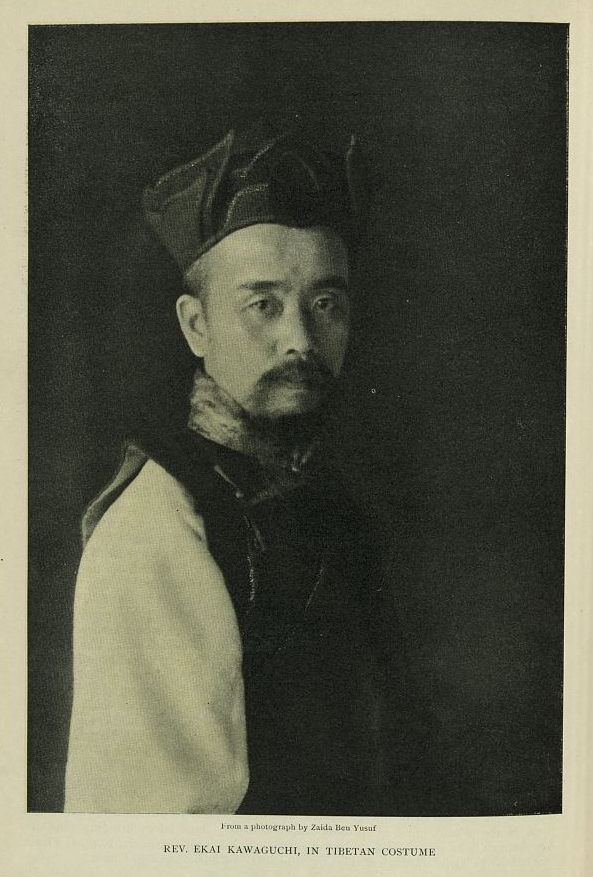
Ekai Kawaguchi, photographie de Zaida Ben-Yusuf, 1904.

Il quitte le Japon pour l'Inde et le Népal en juin 1897. D'après Sarat Chandra Das et sous sa direction, il étudie le tibétain et l'anglais pendant plusieurs années, habillé en prêtre japonais, à la Darjeeling High School (entre 1898 et 1899) avant de se diriger vers le Tibet. Il arrive à Lhassa au printemps 1901. 
En octobre 1904, il quitte le Japon à nouveau pour l'Inde et le Népal afin d'étudier le sanskrit et de trouver de nouveaux manuscrits.
Kawaguchi met presque quatre ans pour atteindre après des haltes dans de nombreux monastères et un pèlerinage au mont Kailash dans l'ouest du Tibet. Il reste quelque temps à Lhassa, se faisant passer pour un moine chinois et acquiert une excellente réputation de médecin, ce qui lui vaut une audience avec le 13e Dalai Lama, Thubten Gyatso (1876-1933). Il vit alors pendant quelque temps au monastère de Séra.
Alors que Kawaguchi est à Lhassa, Narita Yasuteru, 34 ans, un espion des services secrets japonais, séjourne dans la ville pendant une quinzaine de jours. On connait peu d'autres choses sur cet homme et ce qu'il rapporta comme informations au Japon,.

## Fuite du Tibet en 1902
Kawaguchi, qui séjourne au Tibet en se faisant passer pour un moine chinois, doit fuir précipitamment quand sa nationalité japonaise vient à être dévoilée. Ses amis tibétains sont emprisonnés à Lhassa. En 1903, il demande au premier ministre népalais Chandra Shumsher Rana de les aider, et sur la recommandation de ce dernier, le gouvernement du dalaï-lama fait libérer de prison les amis de Kawaguchi.

## Retour au Tibet en 1914
Ayant entendu parler de la découverte  en 1896 d'un pilier d'Ashoka désignant Lumbinî comme lieu de naissance de Gautama Bouddha, il se rend à Lumbini avec d'autres pèlerins japonais en 1912. Du Népal, il gagne Lhassa, devenue plus accessible en 1914, et devient l'un des quatre Japonais vivant à Lhassa. Les autres sont deux moines, Aoki Bunkyo et Tada Tokan, et un instructeur militaire, Yasujiro Yajima.

## Accusations d'espionnage
Alors que Kawaguchi a souvent été accusé d'être un espion et passant probablement des informations (dont certaines peut-être fausses) à son ami Sarat Chandra Das qui travaillait pour les Britanniques, il n'y a pas d'information pour soutenir cette affirmation. Il aurait cependant transmis des informations concernant la « menace russe » au Tibet à Sarat Chandra Das, qui espionnait pour les Britanniques. 
Il est un ami de Mme Annie Besant, présidente de la Société théosophique, qui l'encourage à publier le texte en anglais de son livre,Three Years in Tibet.

## Impressions sur la société tibétaine
Kawaguchi semble avoir été assez choqué par le manque d'hygiène des Tibétains, la crasse des villes du Tibet, et par de nombreuses coutumes tibétaines, y compris une « immoralité » sexuelle, les pratiques laxistes de beaucoup de moines, la corruption et les croyances superstitieuses. 
Kawaguchi avait une grande admiration pour de nombreux Tibétains, allant des grands chefs religieux et politiques à des gens ordinaires, et s'était fait beaucoup d'amis lorsqu'il était au Tibet.

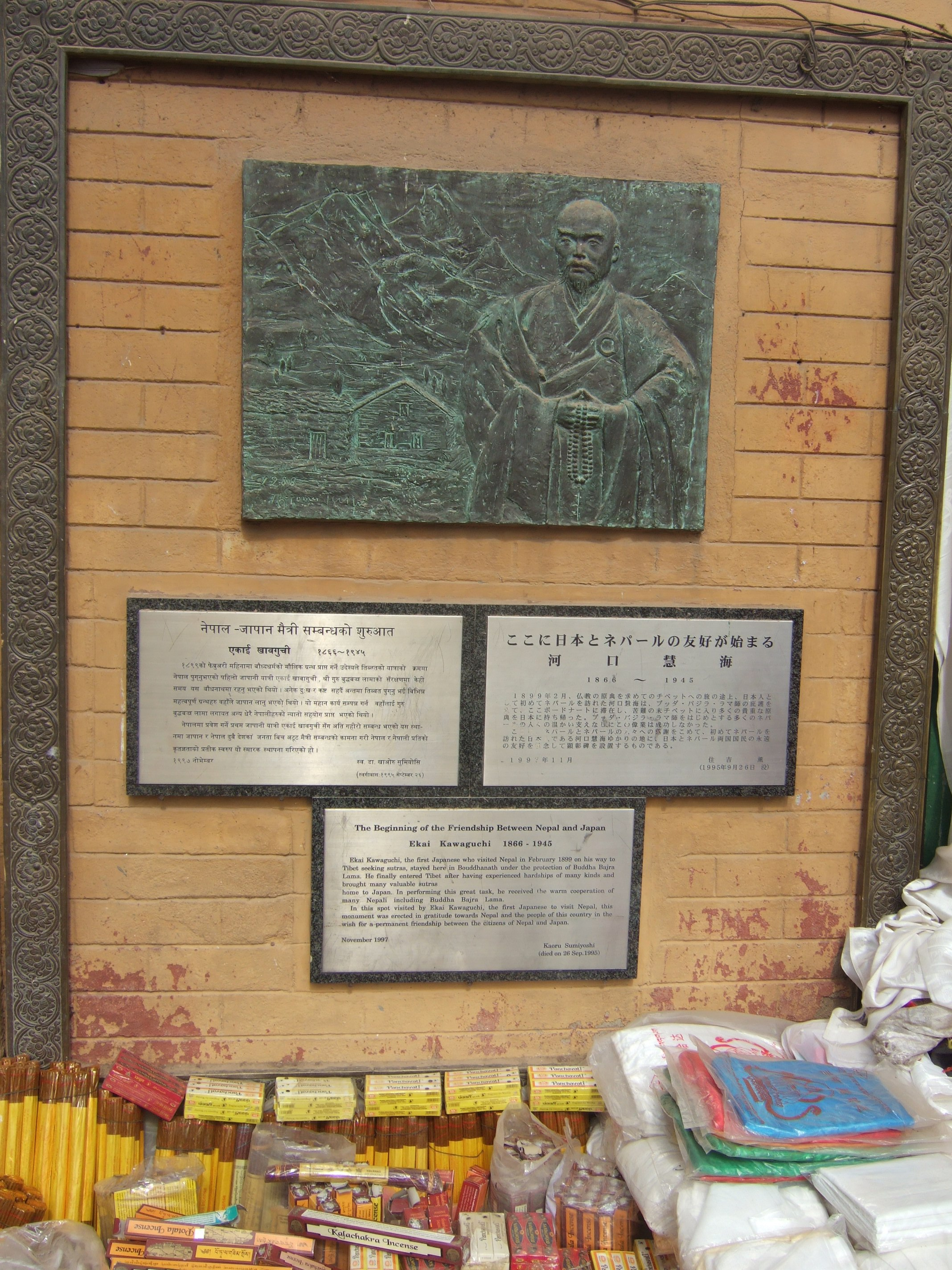
En commémoration de la visite de Kawaguchi, au Népal (Bodnath, Katmandou).

« Au tournant du [XXe] siècle, pour atteindre Lhassa au Tibet, comme pour atteindre la lune à notre époque, fut un tel but suprême et le succès si rare, qu'au Japon comme ailleurs, la concurrence et de la controverse s'est naturellement posée en ce qui concerne les voyages au Tibet par diverses personnes. Sur le demi-douzaine de Japonais qui tenté d'atteindre Lhassa en 1900, seulement deux ont rencontré un succès rapide. Ekai Kawaguchi est arrivé au printemps de 1901 et Narita Yasuteru est arrivé quelques mois plus tard. Hiroshi (Kan) Naomi est mort dans une tentative infructueuse [dans les mains des populations tribales sur la frontière entre Yunnan et au Tibet], et Enga Teremoto n'a pas atteint l'objectif avant 1904.
Peu d'endroits dans le monde ont enflammé l'imagination des aventuriers comme le Tibet et les Japonais en particulier ont eu plus d'encouragement que la plupart des autres personnes à atteindre Lhassa. Il y avait, par exemple, leur intérêt à promouvoir le bouddhisme pan-asie et une renaissance du bouddhisme. Et puis il y avait la volonté du Japon de lutter contre l'impérialisme occidental et de bloquer l'expansion russe. Moins d'une douzaine de Japonais ont atteint le Tibet au cours de la première moitié de ce [XXe] siècle, et il y a eu beaucoup de débats et de concurrence entre les tibétologues japonais, leurs disciples et leurs amis au sujet des réalisations et de la valeur comparative des activités et études tibétaines de ces pionniers ».

## Commémoration
Le gouvernement du Népal a émis un timbre en 2003 pour commémorer les visites de Kawaguchi dans ce pays. On dit qu'il a planté deux arbres cigale de l'Himalaya (également appelés Riang Riang, Ploiarium alternifolium), qu'il avait rapportés, près de la porte du temple zen bouddhiste Obaku-san Manpukuji dans la banlieue de Kyoto, où il avait étudié jeune homme.